# نوجال
نوجال محافظة في شمال شرق الصومال.